# Dammsugarligan
Dammsugarligan (danska: Støvsugerbanden) är en dansk komedifilm från 1963 i regi av Bent Christensen.

## Rollista i urval
- Henrik Bentzon - Dr. Bak
- Clara Pontoppidan - Camilla
- Gunnar Lauring - Friis
- Agnes Rehni - Thea
- Henning Moritzen - Peter Park
- Hans W. Petersen - Victor
- Johannes Meyer - Augustin
- Henriette Norsman - Lise
- Kai Holm - en mystisk herre
- Carl Johan Hviid - poliskommissarien
- Ebba Amfeldt - servitris
- Svend Bille - järnvägstjänsteman